# Profetas del islam
Los profetas del islam (en árabe: ٱلْأَنْبِيَاء فِي ٱلْإِسْلَام‎, romanizado: al-anbiyāʾ fī al-islām) son individuos enviados por Dios a varias comunidades para servir como ejemplos de conducta ideal y para esparcir el mensaje de Dios por la tierra de acuerdo con el islam. Algunos profetas son categorizados como mensajeros (árabe: رُسُل, rusul), quienes transmiten la revelación divina a través de la intercesión de un ángel. Los musulmanes creen que muchos profetas existieron, incluyendo a muchos que no son mencionados en el Corán. En el Corán se dice que "Hay un Mensajero para cada comunidad." La creencia en los profetas islámicos es uno de los seis artículos de la fe islámica.
Los musulmanes creen que el primer profeta fue también el primer ser humano, Adán, creado por Alá. Muchas de las revelaciones divulgadas por los cuarenta y ocho profetas del judaísmo y muchos profetas del cristianismo son mencionados como tales en el Corán pero usualmente de maneras ligeramente diferentes. Por ejemplo, el Eliseo judío es llamado Alyasa', Job es Ayyub, Jesús es 'Isa, etc. La Torá dada a Moisés (Musa) es llamada Tawrat, los salmos dados a David (Dawud) se llaman Zabur, y el evangelio dado a Jesús es llamado Injil.
El último profeta del islam, y el más importante, es Mahoma (Muhammad ibn ʿAbdullāh), quien los musulmanes creen es el "Sello de los Profetas" (Khatam an-Nabiyyin), y la culminación de una línea de profetas que se remonta a Jesús, Moisés, Abraham y Adán. A Mahoma se le reveló el Corán en una serie de revelaciones (luego escritas por sus compañeros). Los musulmanes creen que el Corán es la única palabra de Dios literal y divina, y por tanto inmutable y protegida de la distorsión y la corrupción, destinada a permanecer en su forma verdadera hasta el Día Final.
Si bien Mahoma es considerado el último profeta, algunas tradiciones musulmanas reconocen y veneran también a santos (aunque algunas escuelas modernas como el salafismo y el wahabismo rechazan la teoría de la santidad).
De acuerdo con los musulmanes, cada uno de los profetas del islam predicaba las mismas ideas básicas: la creencia en la unicidad de Dios o Alá y el rechazo de la idolatría y el pecado. Algunos académicos musulmanes distinguen, a diferencia del judaísmo y del cristianismo, entre mensajeros (apóstoles) de Dios (rasul) y profetas genéricos (nabí). Tanto un nabí como un rasul es, según estos eruditos musulmanes, aquel elegido por Dios como profeta. Cada uno vino a predicar el islam y la venida final del enviado de Dios, Mahoma, y dirigió su mensaje a un pueblo diferente. Ambos tienen una misión inspirada en la revelación de Alá, pero, según estos eruditos, los rasul transmiten su mensaje a través de un libro; así, mientras que cada rasul es un nabí, no todo nabí es un rasul.[cita requerida]
La tradición islámica sostiene que Dios envió mensajeros a cada nación. Solamente Mahoma fue enviado para transmitir el mensaje divino al mundo entero, los demás se dirigieron a cada uno de los distintos pueblos o naciones.[cita requerida]

## Etimología
Tanto en  árabe (نبيّ, plural: anbiyāʾ أنبياء) como en hebreo, el término nabí (formas plurales: nabiyyūn y anbiyāʾ) se refiere al profeta.
El Corán usa este nombre 75 veces. Rasul (رسول, "mensajero"; plural: rusul) y mursal ("apóstol"; plural: mursalūn), aparecen cerca de 300 veces.
En cambio risāla ("mensaje profético") solo puede verse en diez ocasiones.

## Nabíyrasul
Algunos eruditos musulmanes han propuesto una diferencia entre dos tipos de profetas. La diferencia entre los nabi y los rasul en el Corán es similar a la que existe en el Nuevo Testamento cristiano, que coloca en lugar superior a los apóstoles (rasul) que a los profetas.
Por ejemplo, siempre que en el Corán aparecen ambos títulos, rasul viene antes. Los comentaristas coránicos indican que un rasul es un profeta a quien se le da un mensaje, un libro que debe ser transmitido.
Según el erudito musulmán al-Baydawi, un rasul establece una nueva norma religiosa (sharia) mientras que un profeta predica la antigua. Además, un nabí experimenta la revelación solamente en sueños mientras que un rasul la recibe directamente de un ángel. Por eso los anbiyā eran más numerosos que los rasul, y tienen un rango inferior. Según A. J. Wensinck, Dios envía a los profetas y los mensajeros tanto como predicadores como para advertir a su gente. En el caso de los mensajeros sin embargo, parece haber una relación más cercana entre ellos y su comunidad (umma): Dios envía solamente uno a cada pueblo. Este rasul será el testigo de esa comunidad al que Dios llamará en el Yaum al-Qiyamah, el día del Juicio Final.
Según el Corán, Mahoma fue enviado también para aquellos que todavía no habían recibido ningún rasul.
También es necesario diferenciar entre los mensajeros celestiales y los humanos. Alá ha enviado ángeles como mensajeros, pero no como profetas. Los mensajeros humanos son también profetas, aunque no todos los profetas sean mensajeros.
El verso 69 del sura 4 del Corán enumera varios grupos virtuosos entre los hombres, entre los cuales los anbiyaa (que incluyen a los rasul) ocupan la fila más alta. 

Quienes obedecen a Dios y al Enviado, están con los profetas, los veraces, los testigos y los justos a los que Alá ha agraciado. ¡Qué buena compañía!
Sura 4: 69

## Profetas del islam
Los musulmanes estiman que todos los profetas predicaban el islam, ya que Dios es uno sólo. Consideran a Mahoma como el último profeta de Dios (Alá) en la Tierra, al que le dan el título de Sello de los profetas, ya que después de él no habrá nuevas revelaciones, pero sí se espera el regreso de Jesús (Isa) de nuevo a la Tierra al igual que en el Cristianismo. Los musulmanes dicen que Dios ha enviado unos 124 000 mensajeros a todo el mundo, según lo mencionado en la  Hadith. 
Cinco de ellos, conocidos como Ulul Azmi o imanes de los rasul, son reconocidos con la mayor reverencia por su inusualmente fuerte compromiso con Dios a pesar de sufrir grandes sufrimientos. Estos cinco son:
1. Nuh (Noé),
2. Ibrahim (Abraham),
3. Musa (Moisés),
4. Isa (Jesús) y
5. Muhammad (Mahoma).

Isa es considerado como rasul porque recibió la Wahy, *a través de la cual Dios le reveló el  Inŷīl (Evangelio).
El islam atribuye a todos los profetas los siguientes atributos:
- ʿiṣmat: Son inocentes y que no cometen actos pecaminosos.
- imānat: Son dignos de confianza.
- fitānat: Son muy inteligentes.
- ṣidq: Son siempre sinceros, jamás mienten.
- tablīġ: Cumplen todos los mandamientos y prohibiciones de Dios sin la menor vacilación.

| Adán   | Idris (Enoc) | Noé   | Sala(?)   | Eber  | Abraham  | Lot   | Ismael   | Isaac | Jacob    | José  | Job   |          |
| آدم‎    | ادريس‎        | نوح‎   | صالح‎      | هود‎   | ابراهيم‎  | لوط‎   | اسماعيل‎  | اسحاق‎ | يعقوب‎    | يوسف‎  | أيوب‎  |          |
| Ādam   | Idrīs        | Nūḥ   | Ṣāliḥ     | Hūd   | Ibrāhīm  | Lūṭ   | Ismāʿīl  | Isḥāq | Yaʿqūb   | Yūsuf | Ayyūb |          |
|        |              |       |           |       |          |       |          |       |          |       |       |          |
| Jetró  | Moisés       | Aarón | Ezequiel  | David | Salomón  | Elías | Eliseo   | Jonás | Zacarías | Juan  | Jesús | Mahoma   |
| شعيب‎   | موسى‎         | هارون‎ | ذو الكفل‎  | داود‎  | سليمان‎   | إلياس‎ | اليسع‎    | يونس‎  | زكريا‎    | يحيى‎  | عيسى‎  | محمد‎     |
| Šuʿayb | Mūsā         | Hārūn | Ḏū'l-Kifl | Dāwūd | Sulaymān | Ilyās | al-Yāsʿa | Yūnas | Zakarīyā | Yahyā | ʿĪsā  | Muḥammad |

El islam prohíbe pedir ayuda a los fallecidos, aunque en vida hubieran sido profetas muy respetados. Dado que es una religión que se practica en pueblos con costumbres muy diferentes, en algunos países islámicos se acude a los santos difuntos en busca de auxilio milagroso.[cita requerida]
La tradición musulmana menciona también las reliquias de los profetas, algunas de las cuales son veneradas en altares y son el centro de rituales estacionales. Los musulmanes hacen peregrinaciones a las tumbas de ciertos profetas (ziyarat), como la del profeta Hud en el Hadramaut  o la de Shuaib en Yemen. Cada año, millones de musulmanes visitan la tumba de Mahoma en Medina.
La diferencia entre Mahoma y otros mensajeros es doble:
- Dios envió a todos los mensajeros anteriores a una nación específica en una región determinada. Sus enseñanzas también fueron limitadas a un momento específico y un período. Sin embargo, Mahoma fue enviado a toda la humanidad.[15] El Corán lo llama «el Enviado».[16]
- La enseñanza de todos los anbiyāʾ, e incluso de los rusul, anteriores a Mahoma ha desaparecido, y lo que permanece está alterado y mezclado con falsas historias, mientras que la enseñanza de Mahoma se preservará en su totalidad y originalidad.[15]